# Atelierbüro und Atelierbeauftragter im Kulturwerk des BBK Berlin
Das Atelierbüro im Kulturwerk des BBK Berlin (Eigenschreibweise: kulturwerk des bbk berlin) ist die zentrale Anlaufstelle für alle in Berlin lebenden bildenden Künstler und Künstlerinnen der Suche nach einem Atelier – unabhängig von einer Verbandszugehörigkeit. Es berät bei der Ateliersuche und unterstützt bei der Erhaltung bestehender Ateliers. Das Atelierbüro setzt sich dafür ein, Orte für die Produktion Bildender Kunst auch gegen verdrängende Aufwertungsprozesse nachhaltig in Berlin zu verankern und für Künstler bezahlbar zu halten.

## Geschichte
Das Atelierbüro wurde 1991 gegründet. Seit 1993 erschließt das Atelierbüro als ressortübergreifende Schnittstelle in Zusammenarbeit mit der Senatsverwaltung für Kultur und Europa und der Gesellschaft für Stadtentwicklung (GSE) laufend neue Künstler-Arbeitsstätten und berät öffentliche und private Bauherren und die Politik. Hierfür strebt das Büro die enge Zusammenarbeit mit den zuständigen Verwaltungen an, ist aber auch mit gesellschaftlichen und stadtpolitischen Initiativen mit ähnlicher Zielstellung vernetzt. 2014 organisierte das Atelierbüro die Initiative Allianz bedrohter Berliner Atelierhäuser (AbBA) und unterstützt seit 2019 die Aktionsgruppe Bildender Künstlerinnen (AKKU).

## Atelierbeauftragte für Berlin
Der Atelierbeauftragte für Berlin ist Leiter des Atelierbüros. Das Büro arbeitet unabhängig und ist weder politischen oder Verwaltungs- noch Verbandsinteressen verpflichtet. Verpflichtet ist es allein den gemeinnützigen Zwecken des kulturwerks und insbesondere seiner Aufgabe, die räumliche Infrastruktur für alle in Berlin lebenden bildenden Künstlern zu sichern und auszubauen.
- 1991–1993 Bernhard Kotowski
- 1993–1995 Inga Persson
- 1996–2014 Florian Schöttle
- 2014–2016 Florian Schmidt
- seit 2017 Martin Schwegmann

## Bewerbungs- und Vergabeverfahren
Geförderte und nicht-geförderte Ateliers und Atelierwohnungen werden über das Atelierbüro öffentlich für ateliersuchende professionelle bildende Künstler mit Wohnsitz in Berlin ausgeschrieben. Die Ausschreibung erfolgt alle zwei Monate. Geförderte Ateliers und Atelierwohnungen werden nach sozialer und beruflicher Dringlichkeit vergeben.

## Atelierbeirat
Das Büro ist darüber hinaus die Geschäftsstelle des Atelierbeirats, der im Rahmen der Vergabeverfahren für die öffentlich geförderten Ateliers und Atelierwohnungen über alle Vergaben entscheidet und dabei Transparenz und Chancengleichheit gewährleistet.
Der unabhängige Atelierbeirat wird für eine Amtszeit von 2 Jahren vom Berliner Senator für Kultur und Europa berufen. Fünf Künstler und fünf Stellvertreter werden vom Berufsverband Bildender Künstler*innen Berlin, 3 Fachleute und drei Stellvertreter von der Senatskulturverwaltung sowie ein Beirat und Stellvertreter durch die  nGbK benannt. Ein Mitglied aus der Kulturabteilung des jeweiligen Berliner Bezirks hat beratende Funktion. Der Vergabebeirat entscheidet über die Zuteilung der Atelierräume an die Bewerber.